# 什里兰布尔
什里兰布尔（Shrirampur）是印度马哈拉施特拉邦艾哈邁德訥格爾縣的一个城市。总人口89,282（2011年）。

## 人口
该地2011年总人口89,282人。